# سیستم مدیریت کیفیت
سیستم مدیریت کیفیت (انگلیسی: Quality management system) یا به اختصار QMS، مجموعه ای از فرایندهاهستند که مشخصا بر برآورده ساختن نیازهای مشتریان متمرکز شده‌اند. این سیستم همسو با اهداف استراتژیک سازمان است. این سیستم بیان کننده اهداف، خط مشی، فرایندها، مستندات و منابع مورد نیاز برای پیاده‌سازی و نگهداری آن است.

## مدیریت کیفیت با ایزو ۹۰۰۰
مجموعه استانداردهای ایزو ۹۰۰۰، ابعاد مختلف مدیریت کیفیت را مورد بررسی قرار می‌دهند و تعدادی از استانداردهای شناخته شده ایزو را نیز شامل می‌شوند. این استانداردها ابزارها و روشهایی را فراهم می‌کنند تا شرکت‌ها و سازمانها، با بکارگیری آنها اطمینان حاصل کنند تا محصولات و خدمات آنها به‌طور مداوم، نیازمندی‌ها و خواسته‌های مشتریانش را برآورده می‌سازد و کیفیت خدماتشان به‌طور مداوم در حال بهبود است.